# سباق باريس روبيه 1980
سباق باريس روبيه 1980 (بالفرنسية: Paris-Roubaix 1980)‏ هو سباق دراجات هوائية، وهو الموسم رقم 78 من السباق، وأقيم في 13 أبريل 1980، وامتدّ لمسافة 264 كيلومتر، وهو أحد سباقات سوبر برستيج بيرنود 1980، وهو من نوع سباق يوم واحد، وقد شارك في السباق 164 متسابقاً ووصل إلى نهايته 31 متسابقاً.
فاز فيه بالمركز الأول فرانشيسكو موزر، وبالمركز الثاني جيلبرت دوكلو لاسال، وبالمركز الثالث ديتريش تورو.

## الفرق
| فرق دراجات محترفة (15)- فيلوتكس ‏ - Peugeot (cycling team) ‏ - Puch-Sem-Campagnolo ‏ - Renault (cycling team) ‏ - IJsboerke (cycling team) ‏ - Boule d'Or (cycling team) ‏ - DAF Trucks (cycling team) ‏ - TI–Raleigh ‏ - Safir (cycling team) ‏ - فريق دراجات لاريدوت ‏ - مرسيه ‏ - Vermeer Thijs ‏ - Marc (cycling team) ‏ - HB Alarmsystemen ‏ - Boston–Mavic ‏ |  |
| |  |

## التصنيف العام النهائي
| التصنيف العام                          | التصنيف العام      | التصنيف العام | التصنيف العام             | التصنيف العام     |
| العداء                                 | العداء             | البلد         | الفريق                    | الوقت             |
| -------------------------------------- | ------------------ | ------------- | ------------------------- | ----------------- |
| 1                                      | فرانشيسكو موزر     | إيطاليا       | Sanson-Campagnolo         | 6 س 07 دقيقة 28 ث |
| 2                                      | جيلبرت دوكلو لاسال | فرنسا         | Peugeot-Esso-Michelin     | + 1 دقيقة 48 ث    |
| 3                                      | ديتريش تورو        | ألمانيا       | Puch-Campagnolo-Sem       | + 3 دقيقة 30 ث    |
| 4                                      | بيرنار إينو        | فرنسا         | Renault-Gitane            | + 6 دقيقة 05 ث    |
| 5                                      | Marc Demeyer ‏      | بلجيكا        | IJsboerke-Warncke Eis     | + 6 دقيقة 05 ث    |
| 6                                      | ألفونس دي وولف     | بلجيكا        | Boule d'Or-Sunair-Colnago | + 6 دقيقة 05 ث    |
| 7                                      | دانيال ويليمز      | بلجيكا        | IJsboerke-Warncke Eis     | + 6 دقيقة 05 ث    |
| 8                                      | William Tackaert ‏  | بلجيكا        | DAF Trucks-Lejeune        | + 8 دقيقة 37 ث    |
| 9                                      | ودو بيترز          | بلجيكا        | IJsboerke-Warncke Eis     | + 9 دقيقة 35 ث    |
| 10                                     | Piet van Katwijk ‏  | هولندا        | TI-Raleigh-Creda          | + 10 دقيقة 38 ث   |
| مصدر: ProCyclingStats Cycling Archives |                    |               |                           |                   |

## وصلات خارجية
- لمحة عن سباق سباق باريس روبيه 1980 على موقع  ProCyclingStats   (برو  سايكلنج  ستاتس) - إحصاءات  محترفي  الدراجات.
- سباق باريس روبيه 1980 على موقع إحصائيات الدراجات الإحترافية (الإنجليزية)
- سباق باريس روبيه 1980 في موقع Cycling Archives سايكلنج أركايفز